# Уодделл, Уильям
Уильям Уодделл (англ. William Waddell 7 марта 1921, Forth — 14 октября 1992, Глазго) — шотландский футболист и футбольный тренер, игрок сборной Шотландии.

## Карьера

### Карьера игрока
Уодделл родился в Форте, Ланаркшир. Как игрок, он играл на профессиональном уровне только за «Рейнджерс» в течение карьеры, охватывающей обе стороны Второй мировой войны (и включающей более 200 неофициальных матчей во время конфликта в дополнение к 317 официальным выступлениям). Он дебютировал в возрасте 17 лет в товарищеском матче против «Арсенала» и в дальнейшем выиграл четыре титула чемпиона лиги и два Кубка Шотландии, а также сыграл большую роль в других успешных кубковых турнирах, не участвуя в финалах, и был членом команды «Герс», которая доминировала в соревнованиях военного времени.

### Карьера тренера
Уодделл стал тренером «Килмарнока» в 1957 году. В самую процветающую эпоху клуб под его руководством с 1960 по 1964 год четыре раза занимал второе место в лиге и трижды выходил в финал (Кубок Шотландии 1959/60, Кубок Лиги 1961, Кубок Лиги 1963), все из которых были проиграны.
Усилия «Килмарнока» наконец-то были вознаграждены трофеем, когда клуб выиграл свой единственный на сегодняшний день чемпионат лиги в сезоне 1964/65; это произошло благодаря победе в последний день над ближайшими соперниками — «Харт оф Мидлотиан». После ухода из «Килмарнока» в 1965 году Уодделл променял футбольный мир на журналистику, став спортивным журналистом в газетах «Evening Citizen» и «Scottish Daily Express». Под его руководством «Килмарнок» провел 389 матчей, выиграв 215 (55 %), что стало лучшим показателем в истории клуба для тренера.
С середины 1960-х годов в шотландском футболе доминировала команда «Селтик» под руководством Джока Стейна. В 1969 году Уодделл вернулся в «Рейнджерс» в качестве тренера после увольнения Дэви Уайта. Команда не выиграла ни одного чемпионата лиги с Уодделлом в качестве тренера, но выиграла Кубок шотландской лиги в 1971 году, завершив серию из шести лет без трофеев. В 1972 году Уодделл привел «Рейнджерс» к победе в Кубке обладателей европейских кубков, обыграв в финале в Барселоне московское «Динамо» со счетом 3:2. Позже в 1972 году он передал бразды правления своему помощнику Джоку Уоллесу, который был менеджером «Рейнджерс» в течение 134 игр.